# Kedungagung
Kedungagung is een bestuurslaag in het regentschap Purworejo van de provincie Midden-Java, Indonesië. Kedungagung telt 799 inwoners (volkstelling 2010).